# David Gilmore
Ne doit pas être confondu avec David Gilmour.
David Gilmore, né le 5 février 1964 à Cambridge, dans le Massachusetts, est un guitariste de jazz américain.

## Discographie
- 2001 Ritualism